# Carro Quemado
Carro Quemado es una localidad argentina de la provincia de La Pampa, dentro del departamento Loventué. Su zona rural se extiende también sobre dos sectores del departamento Toay.

## Historia
El lugar era conocido como Liu carreta, que según los investigadores de la toponimia quiere decir "carreta blanca". Fue fundada el 5 de octubre de 1924 por Ángel Norverto Téllez de Meneses, Fermín y Ceferino Huarte y Vicente Pascual García.
Se reconoce como principal pionero a Ángel Norverto Téllez de Meneses, maestro de escuelas de origen español, que años después de la fundación se alejó hacia el norte pampeano. Se instaló en Arata, donde también tuvo, durante décadas, una activa participación como docente y en las inquietudes institucionales.
El pueblo se ubica en los lotes centro-orientales del Departamento Loventué. Creado fuera de las vías del ferrocarril, al sur de Victorica, durante una larga época Carro Quemado se vio forzado a utilizar como comunicación los precarios caminos de esa zona, hasta que a principios del año 2006 se inició la licitación de la pavimentación de la ruta provincial 12, llegando a fines de ese año el pavimento hasta el pueblo, quedando comunicado de manera definitiva con el resto de la provincia y el país.
A la fundación de 1924, le precedió la inauguración de la escuela N.º 159 el año 1922 y del servicio de correos. Poco después llegaron el Registro Civil, el organismo policial y asimismo se sumó la comuna, primero Comisión de Fomento y ahora una Municipalidad y si bien su ejido tiene poca población, se trata de una jurisdicción bastante extensa, sobre todo de norte a sur.
También el pueblo cuenta con otras instituciones y servicios. La energía eléctrica es recibida desde Victorica de la Cooperativa de Electricidad de esa localidad y en actividades sociales y deportivas desarrolla su acción el Club Atlético Carro Quemado.

## Geografía
Las lluvias, que generalmente no son abundantes, requieren redoblar el esfuerzo de los campesinos para trabajar las tierras, que en ciclos favorables en precipitaciones tuvieron ricos niveles productivos.

### Población
Contó con 301 habitantes (Indec, 2010), lo que representó un incremento del 11% frente a los 271 habitantes (Indec, 2001) del censo anterior.
El censo nacional 2022 arrojó 716 habitantes y 469 viviendas.
| Gráfica de evolución demográfica de Carro Quemado entre 1991 y 2022 |
|                                                                     |
| Fuente: Censos nacionales del INDEC                                 |

## Estancias Turísticas
- Estancia La Holanda
- Estancia La Marianita